# 均一教育平台

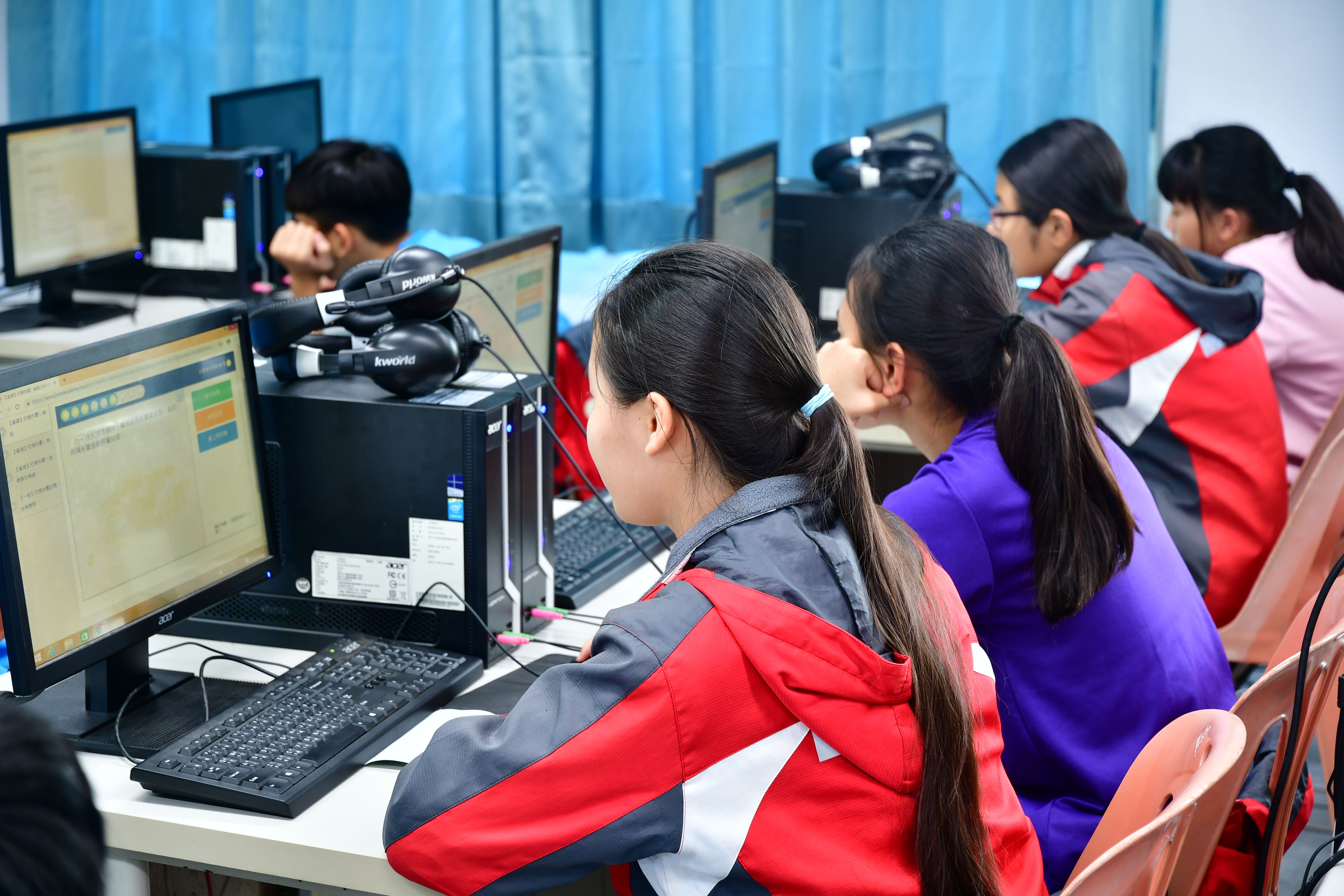
雲林縣立褒忠國民中學學生正在使用此網站。

均一平台教育基金會是臺灣的一個非營利教育組織，於 2018 年起正式營運，並接手經營原由財團法人誠致教育基金會管理的均一教育平台。基金會現任董事長為呂冠緯。

## 歷史
均一教育平台在2012年由誠致教育基金會董事長方新舟所創立，採用類似著名線上學習平台可汗學院的模式運作。均一教育平台初期主要提供中小學的數理課程及練習題，後來逐漸增加更多科目的課程，並開發符合教育現場需求的題目。
「均一」的名稱代表均一平台教育基金會的初衷：落實教育平權，提供「均等」的教育機會，讓每位孩子擁有「獨一」無二的學習體驗。方新舟創立均一教育平台時，由台東均一中小學的名稱得到靈感，進而尋求均一中小學董事長嚴長壽同意，將「均一」兩字用於「均一教育平台」及後來的「均一平台教育基金會」。
即使均一平台教育基金會和台東均一中小學名稱有淵源，教育理念也相似，但實際上是各自獨立的組織。
2018年起，時任誠致教育基金會的執行長呂冠緯創立「均一平台教育基金會」，並全權負責經營均一教育平台，誠致教育基金會則專注於公辦民營學校的業務。
2019年3月，均一平台教育基金會獲得Google兩年120萬美元的贊助，成為台灣第一個獲Google.org贊助的非營利組織。
2019年9月，均一教育平台基金會開發的語音助理「均一小老師」獲選亞太地區AOG（Actions on Google）範例應用，並在Google開發者大會展出。
2022年6月13號，均一宣布7月8號後關閉留言區和班級討論區。

### 組織理念與產品服務
「個人化學習」是均一平台教育基金會推崇的教育方式。均一相信所有孩子都具有學習的潛能，只是需要找到學習的理由、動機以及合適的學習管道以建立自己的學習步調，並培養自信。
均一希望所有孩子都能擁有自主學習的習慣，在面對多變的未來時才能不被擊倒，並成就更好的自己與社會。因此均一提供跨年級、多學科的免費線上學習資源，讓中小學的孩子們能跨越時空、經濟條件的限制，利用均一學習知識及自我規劃的能力。
目前均一平台教育基金會提供均一教育平台、ShareClass兩項服務，前者主要輔助學生的學習，後者則協助教師精進教學能力。
均一教育平台提供國小至高中的數學、自然、語文、電腦科學、素養、大考評量等學習資源，並配有任務指派、進度追蹤、學習成效分析、AI 推薦題目等功能，讓老師更容易因材施教；讓學生能提升學習效率。均一教育平台也透過學習點數、徽章蒐集等獎勵機制，引發孩子的學習動機。
截至2019年9月，均一教育平台擁有超過13,800部教學影片、50,000道練習題、1,610,830名註冊使用者，為全台最大的線上教育平台。
ShareClass為全台教師的講義、學習單分享平台，內容涵蓋國小至高中的19項科目。截至2019年9月，ShareClass已有超過6,000份教學資源，供全台教育工作者免費下載，作為教學參考。

## 外部連結
- 均一平台教育基金會 （页面存档备份，存于）
- 均一教育平台 （页面存档备份，存于）
- ShareClass （页面存档备份，存于）
- 均一平台教育基金會 Facebook （页面存档备份，存于）
- 均一平台教育基金會 Instagram （页面存档备份，存于）
- 均一教育平台 Junyi Academy YouTube （页面存档备份，存于）